# Pradhania gracilis
Pradhania gracilis es la única especie conocida del género extinto Pradhania es un género de dinosaurio sauropodomorfo masospondilido, que vivió a principios del período Jurásico, hace aproximadamente 196 millones de años, en el Sinemuriense, en que es hoy el subcontinente indio.

## Descripción
Es un sauropodomorfo basal, de modesto tamaño, llegando a medir alrededor de los 4 metros de largo y solo conocido por unos pocos restos. Un autapomorfismo es que el maxilar tiene una cresta horizontal prominente en el interior. La cresta horizontal del maxilar sobresale de la hilera de dientes. Hacia el frente, la cresta se eleva y está separada de la rama anterior del maxilar por un surco vertical profundo. El maxilar tiene 20 dientes, un número elevado pero sin registro. Los dientes son espatulados y simétricos. Tienen diecisiete o más dientes por filo, pero comienzan bastante altos. La corona del diente tiene una base estrecha y carece de arrugas en el esmalte. El supraoccipital, el hueso superior central de la parte posterior de la cabeza, es estrecho. La dentaria termina en una punta bastante afilada en el frente, sin formar una sínfisis pesada.
La mano tiene la forma normal de los sauropodomorfos basales, con una gran garra del pulgar. Esto indica que Pradhania normalmente caminaba sobre sus patas traseras como bípedo.
Una característica poco común compartida con Massospondylus es la forma muy alargada de las vértebras cervicales que son cuatro veces y media más largas que altas. Los descriptores ya notaron la longitud de las vértebras cervicales, una característica derivada. Más tarde, esta resultaría ser una de las características que colocaron a la especie en una posición filogenética más alta. Tienen quillas con procesos espinales bajos y procesos articulares cortos. No existe un sistema extenso de láminas o crestas.

## Descubrimiento e investigación
Encontrado en la Formación Dharmaram de la India. La especie tipo conocida como P. gracilis, fue llamada de esta manera por  T. Kutty, Sankar Chatterjee, Paul Upchurch y Peter Galton. En 1969, el paleontólogo indio Tharavat S. Kutty informó que se habían encontrado fósiles de sauropodomorfos basales justo al norte de la aldea de Krishnapur en Andhra Pradesh. Uno de ellos sería un pequeño "tecodontosaurido". El nombre del género honra al "experto" excavador de fósiles Dhuiya Pradhan, que trabaja para el Instituto de Estadística de la India que llevó a cabo la investigación. La designación de especie significa "elegante" en latín. La especie se describió junto con Lamplughsaura.
El fósil, el holotipo ISI R265, se encontró en una capa de la formación Dharmara que se remonta al período Sinemuriano hace 196 millones de años. Consiste en un esqueleto parcial con cráneo. Incluye material fragmentario perteneciente al cráneo, a saber, la parte inferior del hueso maxilar izquierdo y piezas del área supraoccipital del occipital, la dentaria anterior de la mandíbula inferior, fragmentos de la mano izquierda, incluido el primer dedo., el segundo hueso metacarpiano y el extremo inferior de la primera falange del segundo dedo, dos vértebras cervicales que presumiblemente incluyen la tercera y la cuarta; y una vértebra sacra, presumiblemente la segunda o caudosacra. Los huesos no se encontraron articulados, sino muy juntos en un área pequeña. Sería un individuo casi adulto.

## Clasificación
Originalmente fue considerado como un sauropodomorfo basal pero un nuevo análisis cladístico realizado por Novas et al. en 2011 sugiere que Pradhania es un masospondilido. Pradhania presenta dos sinapomorfias de Massospondylidae recuperadas en su análisis filogenético.

### Filogenia
El siguiente cladograma muestra la posición de Pradhania en el árbol genealógico evolutivo según el estudio de 2011.

|  | Eucnemesaurus |
|  |               |
|  | Riojasaurus   |
|  |               |

|  | Coloradisaurus                                                   |
|  |                                                                  |
|  | \| \| Lufengosaurus \| \| \| \| \| \| Glacialisaurus \| \| \| \| |
|  |                                                                  |
|  | Lufengosaurus                                                    |
|  |                                                                  |
|  | Glacialisaurus                                                   |
|  |                                                                  |

|  | Lufengosaurus  |
|  |                |
|  | Glacialisaurus |
|  |                |

|  | Coloradisaurus                                                   |
|  |                                                                  |
|  | \| \| Lufengosaurus \| \| \| \| \| \| Glacialisaurus \| \| \| \| |
|  |                                                                  |
|  | Lufengosaurus                                                    |
|  |                                                                  |
|  | Glacialisaurus                                                   |
|  |                                                                  |

|  | Lufengosaurus  |
|  |                |
|  | Glacialisaurus |
|  |                |

|  | Yunnanosaurus                                                |
|  |                                                              |
|  | Jingshanosaurus                                              |
|  |                                                              |
|  | Anchisaurus                                                  |
|  |                                                              |
|  | \| \| Melanorosaurus \| \| \| \| \| \| Sauropoda \| \| \| \| |
|  |                                                              |
|  | Melanorosaurus                                               |
|  |                                                              |
|  | Sauropoda                                                    |
|  |                                                              |

|  | Melanorosaurus |
|  |                |
|  | Sauropoda      |
|  |                |

|  | Coloradisaurus                                                   |
|  |                                                                  |
|  | \| \| Lufengosaurus \| \| \| \| \| \| Glacialisaurus \| \| \| \| |
|  |                                                                  |
|  | Lufengosaurus                                                    |
|  |                                                                  |
|  | Glacialisaurus                                                   |
|  |                                                                  |

|  | Lufengosaurus  |
|  |                |
|  | Glacialisaurus |
|  |                |

|  | Coloradisaurus                                                   |
|  |                                                                  |
|  | \| \| Lufengosaurus \| \| \| \| \| \| Glacialisaurus \| \| \| \| |
|  |                                                                  |
|  | Lufengosaurus                                                    |
|  |                                                                  |
|  | Glacialisaurus                                                   |
|  |                                                                  |

|  | Lufengosaurus  |
|  |                |
|  | Glacialisaurus |
|  |                |

|  | Yunnanosaurus                                                |
|  |                                                              |
|  | Jingshanosaurus                                              |
|  |                                                              |
|  | Anchisaurus                                                  |
|  |                                                              |
|  | \| \| Melanorosaurus \| \| \| \| \| \| Sauropoda \| \| \| \| |
|  |                                                              |
|  | Melanorosaurus                                               |
|  |                                                              |
|  | Sauropoda                                                    |
|  |                                                              |

|  | Melanorosaurus |
|  |                |
|  | Sauropoda      |
|  |                |

|  | Eucnemesaurus |
|  |               |
|  | Riojasaurus   |
|  |               |

|  | Coloradisaurus                                                   |
|  |                                                                  |
|  | \| \| Lufengosaurus \| \| \| \| \| \| Glacialisaurus \| \| \| \| |
|  |                                                                  |
|  | Lufengosaurus                                                    |
|  |                                                                  |
|  | Glacialisaurus                                                   |
|  |                                                                  |

|  | Lufengosaurus  |
|  |                |
|  | Glacialisaurus |
|  |                |

|  | Coloradisaurus                                                   |
|  |                                                                  |
|  | \| \| Lufengosaurus \| \| \| \| \| \| Glacialisaurus \| \| \| \| |
|  |                                                                  |
|  | Lufengosaurus                                                    |
|  |                                                                  |
|  | Glacialisaurus                                                   |
|  |                                                                  |

|  | Lufengosaurus  |
|  |                |
|  | Glacialisaurus |
|  |                |

|  | Yunnanosaurus                                                |
|  |                                                              |
|  | Jingshanosaurus                                              |
|  |                                                              |
|  | Anchisaurus                                                  |
|  |                                                              |
|  | \| \| Melanorosaurus \| \| \| \| \| \| Sauropoda \| \| \| \| |
|  |                                                              |
|  | Melanorosaurus                                               |
|  |                                                              |
|  | Sauropoda                                                    |
|  |                                                              |

|  | Melanorosaurus |
|  |                |
|  | Sauropoda      |
|  |                |

|  | Coloradisaurus                                                   |
|  |                                                                  |
|  | \| \| Lufengosaurus \| \| \| \| \| \| Glacialisaurus \| \| \| \| |
|  |                                                                  |
|  | Lufengosaurus                                                    |
|  |                                                                  |
|  | Glacialisaurus                                                   |
|  |                                                                  |

|  | Lufengosaurus  |
|  |                |
|  | Glacialisaurus |
|  |                |

|  | Coloradisaurus                                                   |
|  |                                                                  |
|  | \| \| Lufengosaurus \| \| \| \| \| \| Glacialisaurus \| \| \| \| |
|  |                                                                  |
|  | Lufengosaurus                                                    |
|  |                                                                  |
|  | Glacialisaurus                                                   |
|  |                                                                  |

|  | Lufengosaurus  |
|  |                |
|  | Glacialisaurus |
|  |                |

|  | Yunnanosaurus                                                |
|  |                                                              |
|  | Jingshanosaurus                                              |
|  |                                                              |
|  | Anchisaurus                                                  |
|  |                                                              |
|  | \| \| Melanorosaurus \| \| \| \| \| \| Sauropoda \| \| \| \| |
|  |                                                              |
|  | Melanorosaurus                                               |
|  |                                                              |
|  | Sauropoda                                                    |
|  |                                                              |

|  | Melanorosaurus |
|  |                |
|  | Sauropoda      |
|  |                |